# Desmia recurvalis
Desmia recurvalis là một loài bướm đêm trong họ Crambidae.